# 安食駅
安食駅（あじきえき）は、千葉県印旛郡栄町安食にある、東日本旅客鉄道（JR東日本）成田線（我孫子支線）の駅である。

## 歴史
栄町にある唯一の駅であり、難読駅でもある。

### 年表
- 1901年（明治34年）
  - 2月2日：成田鉄道（初代）成田 - 当駅間開通に伴い終着駅として開設[1]。旅客・貨物取扱[4]。
  - 4月1日：当駅 - 我孫子間開通[1]。
- 1920年（大正9年）9月1日：成田鉄道が買収され、鉄道省の駅となる[1][4]。
- 1970年（昭和45年）6月10日：貨物取扱廃止[4]。
- 1973年（昭和48年）10月1日：成田線我孫子 - 成田間電化完成[1]。
- 1987年（昭和62年）4月1日：国鉄分割民営化に伴い、東日本旅客鉄道（JR東日本）の駅となる[1][4]。
- 2001年（平成13年）11月18日：ICカード「Suica」の利用が可能となる[広報 1]。
- 2014年（平成26年）10月20日：業務委託化[5]。
- 2024年（令和6年）3月11日：みどりの窓口の営業を終了[6]。

## 駅構造
相対式ホーム2面2線を有する地上駅。互いのホームは跨線橋で連絡している。2番線側に木造駅舎がある。かつて1番線と2番線の間に中線があったが、後に撤去された。
成田統括センター（成田駅）管理で、JR東日本ステーションサービスが駅業務を受託する業務委託駅であるが、お客さまサポートコールシステムが導入されており、終日遠隔での対応も合わせて実施されている。また、駅舎内には、自動券売機と自動改札機が設置されている。
構内にトイレは無く、栄町が設置した公衆便所（男女別の水洗式で、多機能トイレ併設）が駅舎外に隣接している。

### のりば
| 番線 | 路線    | 方向             | 行先     | 備考         |
| ---- | ------- | ---------------- | -------- | ------------ |
| 1    | ■成田線 | 下り             | 成田方面 | 一部列車のみ |
| 2    | ■成田線 | 下り             | 成田方面 |              |
| 上り | ■成田線 | 我孫子・上野方面 |          |              |

（出典：JR東日本:駅構内図）
- 行き違いのない場合や通過列車は、成田方面行列車も駅舎側の2番線を使用する。
- 当駅で列車の行き違いを行う場合、成田行は1番線、我孫子方面行は2番線を使用する。
- 2番線を上下本線とした一線スルー構造であり、1・2番線いずれも両方面からの進入・出発が可能である。
- 非常時には列車が当駅折り返しになることがある。

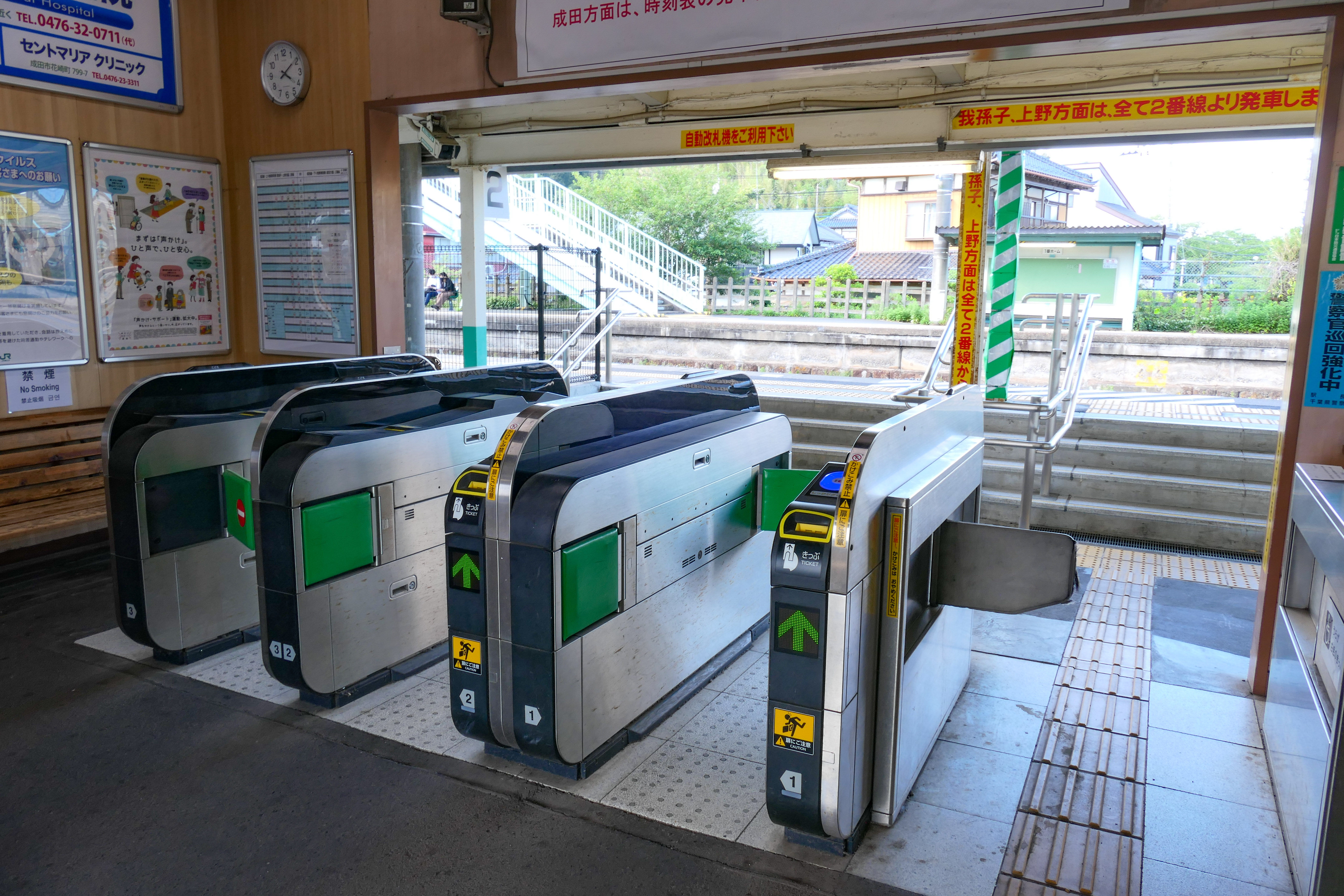
改札口（2021年5月）
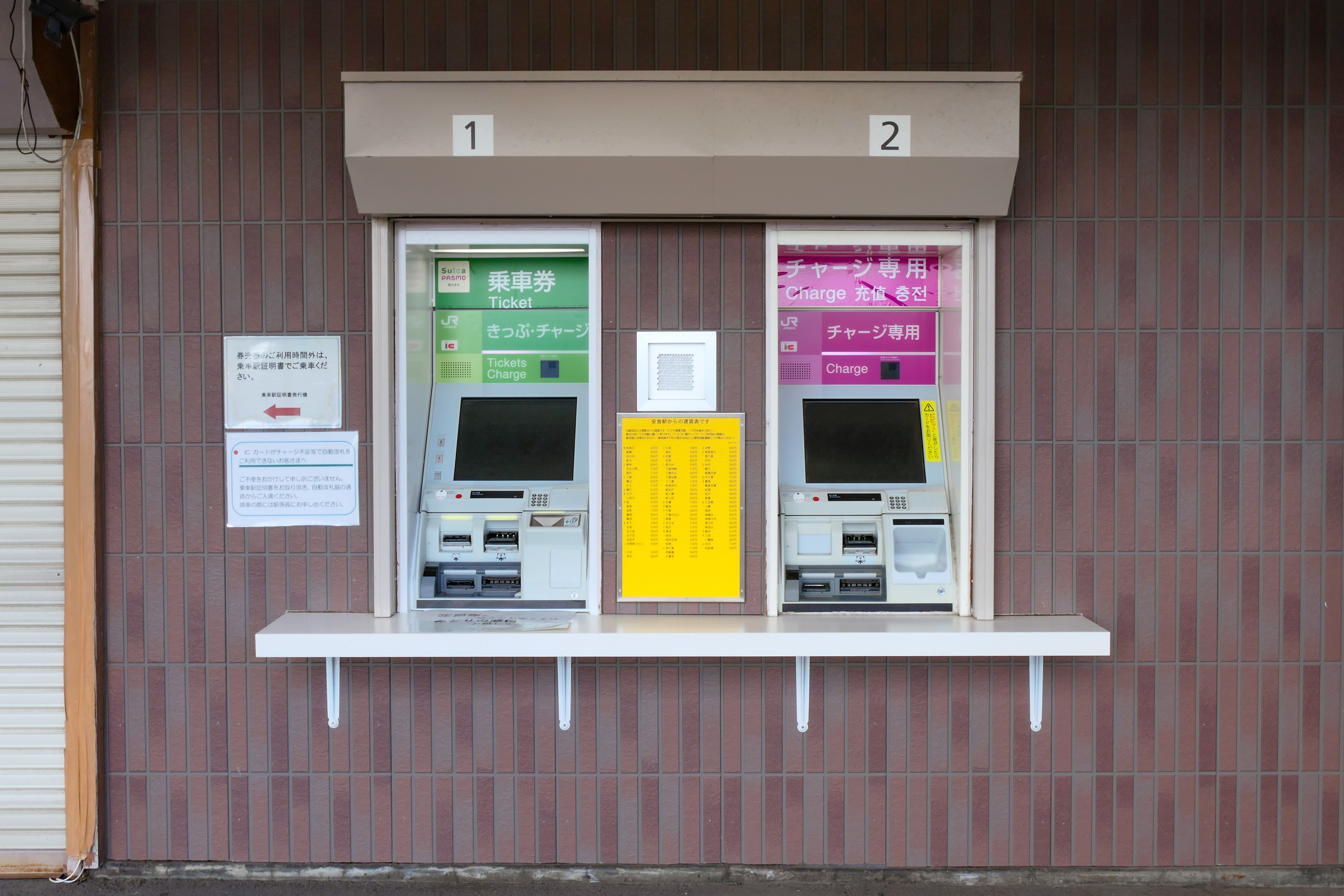
自動券売機（2021年5月）
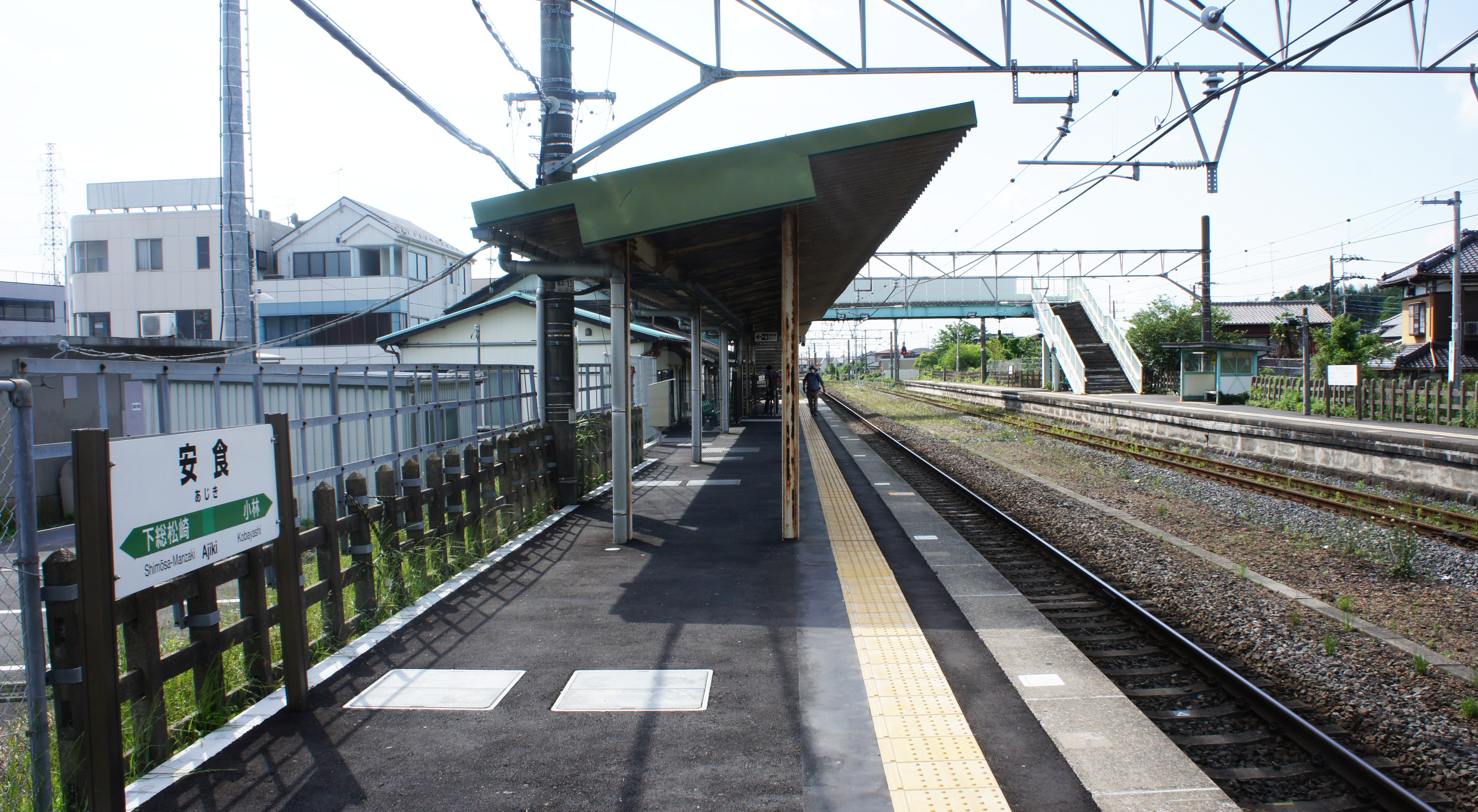
駅ホーム（2021年5月）

## 利用状況
2023年（令和5年）度の1日平均乗車人員は1,971人である。
JR東日本および千葉県統計年鑑によると、近年の1日平均乗車人員の推移は以下の通り。
| 年度               | 1日平均 乗車人員 | 出典     |
| ------------------ | ---------------- | -------- |
| 1990年（平成02年） | 4,912            | [ * 1 ]  |
| 1991年（平成03年） | 5,209            | [ * 2 ]  |
| 1992年（平成04年） | 5,317            | [ * 3 ]  |
| 1993年（平成05年） | 5,354            | [ * 4 ]  |
| 1994年（平成06年） | 5,386            | [ * 5 ]  |
| 1995年（平成07年） | 5,440            | [ * 6 ]  |
| 1996年（平成08年） | 5,409            | [ * 7 ]  |
| 1997年（平成09年） | 5,261            | [ * 8 ]  |
| 1998年（平成10年） | 5,304            | [ * 9 ]  |
| 1999年（平成11年） | 5,219            | [ * 10 ] |
| 2000年（平成12年） | 5,057            | [ * 11 ] |
| 2001年（平成13年） | 4,913            | [ * 12 ] |
| 2002年（平成14年） | 4,711            | [ * 13 ] |
| 2003年（平成15年） | 4,455            | [ * 14 ] |
| 2004年（平成16年） | 4,304            | [ * 15 ] |
| 2005年（平成17年） | 4,122            | [ * 16 ] |
| 2006年（平成18年） | 4,002            | [ * 17 ] |
| 2007年（平成19年） | 3,820            | [ * 18 ] |
| 2008年（平成20年） | 3,666            | [ * 19 ] |
| 2009年（平成21年） | 3,471            | [ * 20 ] |
| 2010年（平成22年） | 3,332            | [ * 21 ] |
| 2011年（平成23年） | 3,137            | [ * 22 ] |
| 2012年（平成24年） | 3,054            | [ * 23 ] |
| 2013年（平成25年） | 2,933            | [ * 24 ] |
| 2014年（平成26年） | 2,815            | [ * 25 ] |
| 2015年（平成27年） | 2,828            | [ * 26 ] |
| 2016年（平成28年） | 2,761            | [ * 27 ] |
| 2017年（平成29年） | 2,684            | [ * 28 ] |
| 2018年（平成30年） | 2,532            | [ * 29 ] |
| 2019年（令和元年） | 2,427            | [ * 30 ] |
| 2020年（令和02年） | 1,743            |          |
| 2021年（令和03年） | 1,818            |          |
| 2022年（令和04年） | 1,918            |          |
| 2023年（令和05年） | 1,971            |          |

## 駅周辺

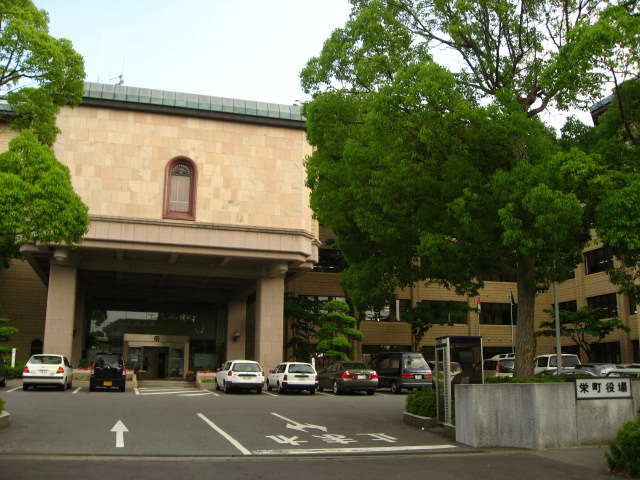
栄町役場

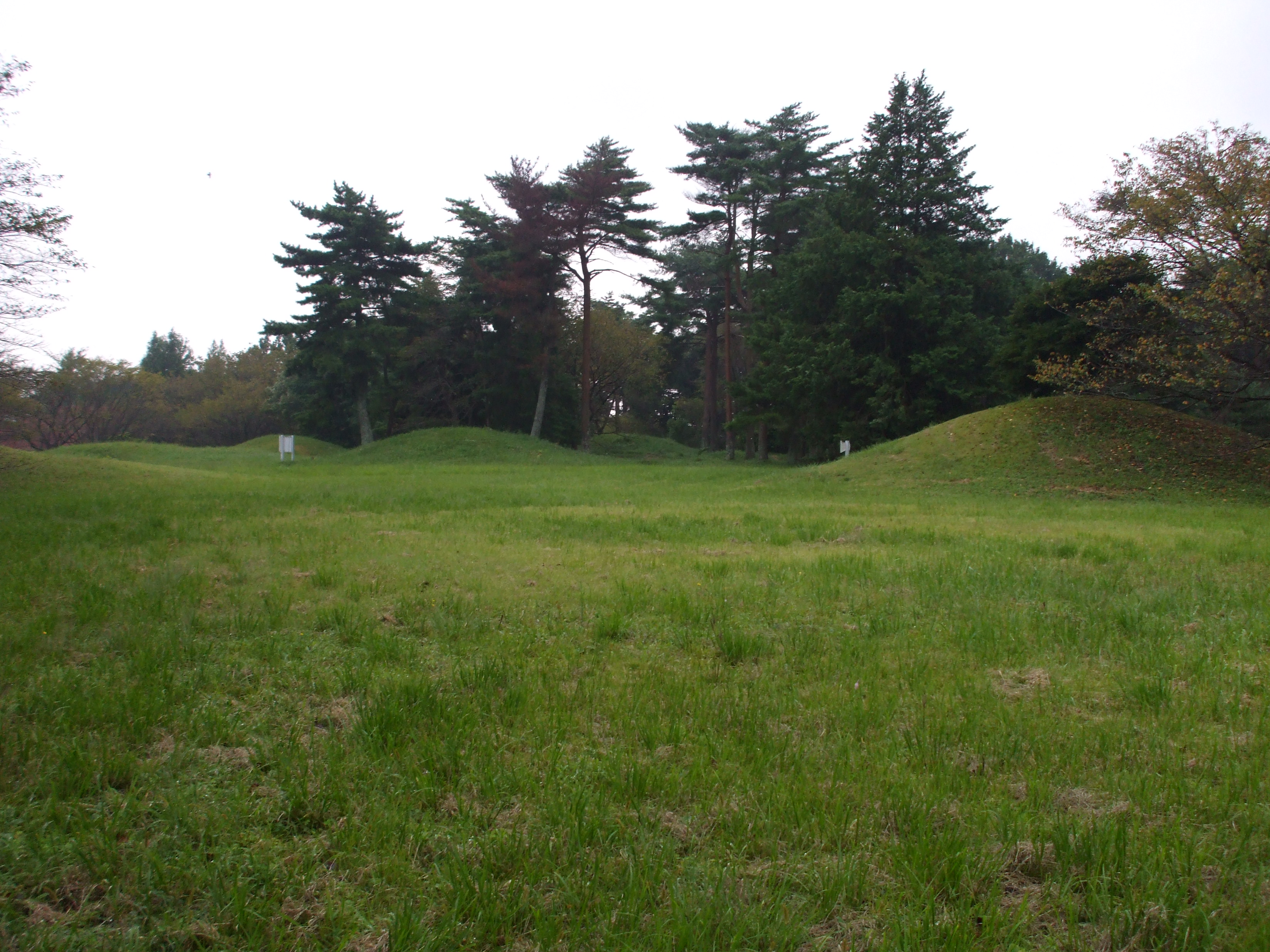
龍角寺古墳群（千葉県立房総のむら内）

当駅は栄町の中心部に位置し、付近には栄町の公共施設などがある。JR東日本が主催する駅からハイキングでは、当駅から龍角寺（竜角寺）・千葉県立房総のむらを通って下総松崎駅へ至るルートが設定されている。
- 国道356号
- 千葉県道12号鎌ケ谷本埜線
- 千葉県道18号成田安食線
- 栄町役場
- 成田警察署栄交番
- 安食郵便局
- 安食駅前郵便局
- 栄町立栄中学校 - 徒歩約20分。
- 栄町立安食小学校
- 栄町立安食台小学校 - 徒歩約20分。
- 北総栄病院
- ふれあいプラザさかえ
- 大鷲神社 - 939年建立、天乃日鷲尊を祭神とする神社。春日局が、この神社を参拝した後に子供を授かったというエピソードがある。
- 龍角寺（竜角寺） - 徒歩約40分。7世紀後半に建立された、関東地方で最も古い寺院の一つ。本尊の薬師如来坐像は、国の重要文化財。
- 千葉県立房総のむら - 徒歩約46分。龍角寺岩屋古墳、旧学習院初等科正堂、旧御子神家住宅などは下総松崎駅寄りである。
  - 龍角寺古墳群（龍角寺19号墳など） - 徒歩約35分。当駅寄り。
- ナリタヤ 安食店
- マルエツ 安食店
- ヤックスドラッグ 安食店
- クリエイトSD 栄町安食店
- しまむら 安食店
- 千葉銀行 安食支店

## バス路線
南口に設置されている「安食駅」停留所にて、以下の路線バスが発着する。
- 京成タクシーイースト
  - 安食竜角寺線：竜角寺車庫行
  - 安食駅～印旛日医大路線定期運行バス実証実験[8]：印旛日本医大駅・日本医科大学千葉北総病院行
- 千葉交通
  - 安食イオン線：イオンモール成田行（2019年6月10日～現在 運休中）
- 栄町循環バス
  - 布鎌循環ルート・安食循環ルート：安食駅行

備考
- 栄町循環バスは京成タクシー成田が受託。（千葉交通→ニュー東豊→2022年10月1日〜京成タクシー成田）
- 成田病院送迎バスも発着している。
- 2006年9月1日 - 2008年10月24日まで、ニュー東豊が我孫子駅→竜角寺台四丁目間の深夜バスを運行していた。

## 隣の駅
東日本旅客鉄道（JR東日本）
■成田線（我孫子支線）
小林駅 - 安食駅 - 下総松崎駅

#### 広報資料・プレスリリースなど一次資料
1. ↑  “Suicaご利用可能エリアマップ（2001年11月18日当初）” (PDF).   東日本旅客鉄道. 2019年7月27日時点のオリジナルよりアーカイブ。2020年4月24日閲覧。

#### 利用状況に関する資料
1. ↑  千葉県統計年鑑 - 千葉県

JR東日本の2000年度以降の乗車人員
1. 1 2 3  各駅の乗車人員（2023年度） - JR東日本
2. ↑  各駅の乗車人員（2000年度） - JR東日本
3. ↑  各駅の乗車人員（2001年度） - JR東日本
4. ↑  各駅の乗車人員（2002年度） - JR東日本
5. ↑  各駅の乗車人員（2003年度） - JR東日本
6. ↑  各駅の乗車人員（2004年度） - JR東日本
7. ↑  各駅の乗車人員（2005年度） - JR東日本
8. ↑  各駅の乗車人員（2006年度） - JR東日本
9. ↑  各駅の乗車人員（2007年度） - JR東日本
10. ↑  各駅の乗車人員（2008年度） - JR東日本
11. ↑  各駅の乗車人員（2009年度） - JR東日本
12. ↑  各駅の乗車人員（2010年度） - JR東日本
13. ↑  各駅の乗車人員（2011年度） - JR東日本
14. ↑  各駅の乗車人員（2012年度） - JR東日本
15. ↑  各駅の乗車人員（2013年度） - JR東日本
16. ↑  各駅の乗車人員（2014年度） - JR東日本
17. ↑  各駅の乗車人員（2015年度） - JR東日本
18. ↑  各駅の乗車人員（2016年度） - JR東日本
19. ↑  各駅の乗車人員（2017年度） - JR東日本
20. ↑  各駅の乗車人員（2018年度） - JR東日本
21. ↑  各駅の乗車人員（2019年度） - JR東日本
22. ↑  各駅の乗車人員（2020年度） - JR東日本
23. ↑  各駅の乗車人員（2021年度） - JR東日本
24. ↑  各駅の乗車人員（2022年度） - JR東日本

千葉県統計年鑑
1. ↑  千葉県統計年鑑（平成3年）
2. ↑  千葉県統計年鑑（平成4年）
3. ↑  千葉県統計年鑑（平成5年）
4. ↑  千葉県統計年鑑（平成6年）
5. ↑  千葉県統計年鑑（平成7年）
6. ↑  千葉県統計年鑑（平成8年）
7. ↑  千葉県統計年鑑（平成9年）
8. ↑  千葉県統計年鑑（平成10年）
9. ↑  千葉県統計年鑑（平成11年）
10. ↑  千葉県統計年鑑（平成12年）
11. ↑  千葉県統計年鑑（平成13年）
12. ↑  千葉県統計年鑑（平成14年）
13. ↑  千葉県統計年鑑（平成15年）
14. ↑  千葉県統計年鑑（平成16年）
15. ↑  千葉県統計年鑑（平成17年）
16. ↑  千葉県統計年鑑（平成18年）
17. ↑  千葉県統計年鑑（平成19年）
18. ↑  千葉県統計年鑑（平成20年）
19. ↑  千葉県統計年鑑（平成21年）
20. ↑  千葉県統計年鑑（平成22年）
21. ↑  千葉県統計年鑑（平成23年）
22. ↑  千葉県統計年鑑（平成24年）
23. ↑  千葉県統計年鑑（平成25年）
24. ↑  千葉県統計年鑑（平成26年）
25. ↑  千葉県統計年鑑（平成27年）
26. ↑  千葉県統計年鑑（平成28年）
27. ↑  千葉県統計年鑑（平成29年）
28. ↑  千葉県統計年鑑（平成30年）
29. ↑  千葉県統計年鑑（令和元年）
30. ↑  千葉県統計年鑑（令和2年）